# Einerverfolgung bei den Zentralamerika- und Karibikspielen
Seit 1938 (IV. Spiele in Panama-Stadt) wurden Wettbewerbe im Radsport im Rahmen der Zentralamerika- und Karibikspiele (Central American and Caribbean Games) veranstaltet. Die Einerverfolgung bei den Zentralamerika- und Karibikspielen als Disziplin im Bahnradsport wird seit 1959 ausgetragen.

## Palmarès
- 1959  Mauricio Mata
- 1962  Martín Emilio Rodríguez
- 1966  Radamés Treviño
- 1970  Martín Emilio Rodríguez
- 1974  Luis Díaz
- 1978  Balbino Jaramillo
- 1986  Eduardo Alonso
- 1990  Eduardo Graciano
- 1993  Noel de la Cruz
- 1998  Jairo Pérez
- 2002  José Sánchez
- 2006  Carlos Alzate
- 2010  Juan Esteban Arango
- 2014  Juan Esteban Arango
- 2018  Ignacio de Jesús Prado
- 2023 nicht ausgetragen